# Xaver Schaffgotsch
Xaver Schaffgotsch, geboren als Franz Xaver Reichsgraf von Schaffgotsch genannt Semperfrei von und zu Kynast und Greiffenstein (* 17. Juni 1890 in Laibach Österreich-Ungarn; † 3. April 1979 in Salzburg), war ein österreichischer Schriftsteller und Übersetzer.

## Leben
Er entstammte der österreichischen Linie des schlesischen Adelsgeschlechts der Schaffgotschs. Er war der Sohn von Andreas Gotthard Graf Schaffgotsch und Martha Freiin von Spiegelfeld. Als Österreicher musste er 1919 gemäß dem Adelsaufhebungsgesetz auf seine Adelsprivilegien verzichten. Er war der letzte männliche Nachfolger (ultimus familiae) des österreichischen Zweigs der Schaffgotschs.
Im Winter 1914/15 geriet er als Leutnant in russische Gefangenschaft. Aber bereits 1917 reiste er, ausgestattet mit einem dänischen Pass und im Auftrag des Roten Kreuzes, nach Petersburg, um den Austausch von 3.000 Kriegsgefangenen zu bewirken. Die in Petersburg allerorts zu sehenden Abbildungen von Leo Trotzki erinnerten ihn an Lew Bronstein, mit dem er in Wien im Café Central des Öfteren Schach gespielt hatte. Obwohl es mitten in der Nacht war, begab er sich deshalb zum Winterpalais, in dem die Volkskommissare residierten. Er wurde ohne Probleme vorgelassen und Trotzki empfing ihn mit den Worten, „Servus, fein daß Sie da sind …“. Nach einem ausgiebigen Gespräch war um 6 Uhr die Freilassung der Kriegsgefangenen ausgehandelt. Schaffgotsch, der fließend Russisch sprach und insgeheim ein Anarchist war, kam auch mit Lenin ins Gespräch und forderte von ihm eine eigene internationale Zeitung für die Kriegsgefangenen, welche wirklich informierte, statt jener der Bolschewiken, von ihm als „ein Scheißdreck“ bezeichnet. Lenin soll dann das Gespräch mit dem Spruch „Ihr Wiener wollt‘s ja immer eine Extrawurst“ beendet haben.
Im Frühjahr 1919 reiste er als Beauftragter des Roten Kreuzes von Omsk nach Wladiwostok und machte auch in Krasnojarsk Halt. Hier lernte er Heimito von Doderer und die Gruppe der Freunde kennen (die sog. „Sibiriaken“ Hans von Woynarowicz, Hans Eggenberger, Albrecht Reif, Ernst Scharmitzer, Jossip Zorn, Rudolf Haybach, Erwin Lang), mit denen er später auch in Wien in Kontakt blieb.
Nach dem Ersten Weltkrieg begann er die Werke der russischen Autoren Gogol, Puschkin, Tolstoi und anderer zu übersetzen; besonders interessierten ihn russische Volksmärchen, die ihn lebenslang auch literaturwissenschaftlich begleiteten. Schaffgotsch reiste immer wieder nach Russland, da er ein Anhänger des damals noch unbekannten Boris Pasternak geworden war, dessen Gedichte er als einer der ersten übersetzte. Seine Übersetzung von Gogols „Revisor“ wurde im Wiener Akademietheater und im Hamburger Thalia-Theater mehr als fünfzigmal aufgeführt. Das von ihm übersetzte Werk „Der Alte“ von Maxim Gorki kam 1949 im Theater in der Josefstadt zur Aufführung. Auch die Briefe Swetlana Allilujewas hat er für den Verlag Fritz Molden ins Deutsche übertragen. Diese wurden auszugsweise vom Spiegel und auch von der NZZ abgedruckt; der Verlag Harper and Row hat die Rechte für eine englische Ausgabe erworben.
Die Schriftstellerin Gina Kaus war eine Geliebte von Schaffgotsch, daneben war er mit Milena Jesenská, die ihrerseits mit Ernst Polak verheiratet war, liiert, und mit der er dann 1925 für ein Jahr zu Milenas Freundin Alice Rühle-Gerstel in Friedewald-Buchholz bei Dresden verschwand. 1945 wird Schaffgotsch als Leiter der „Österreichisch-sowjetischen Pressekorrespondenz“ und als „kommunistischer Redakteur, der auch im Zentralkomitee der KPÖ tätig ist“, genannt. Als solcher hielt er viele Vorträge vor der „Gesellschaft zur Pflege der kulturellen und wirtschaftlichen Beziehungen zur Sowjetunion“ oder im Volksheim Ottakring.
Schaffgotsch lebte in Salzburg hauptsächlich von den Übersetzungen russischer Literatur. 1970 feierte er in Wien seinen 80. Geburtstag, zu dem er von Lernet-Holenia, Präsident des Österreichischen PEN-Clubs, als unser „demokratischster Aristokrat oder unser aristokratischster Demokrat“ begrüßt wurde. Hans Flesch-Brunningen hielt die Laudatio, in der er darlegte, wie Schaffgotsch zum berühmtesten österreichischen Übersetzer russischer Literatur geworden ist.

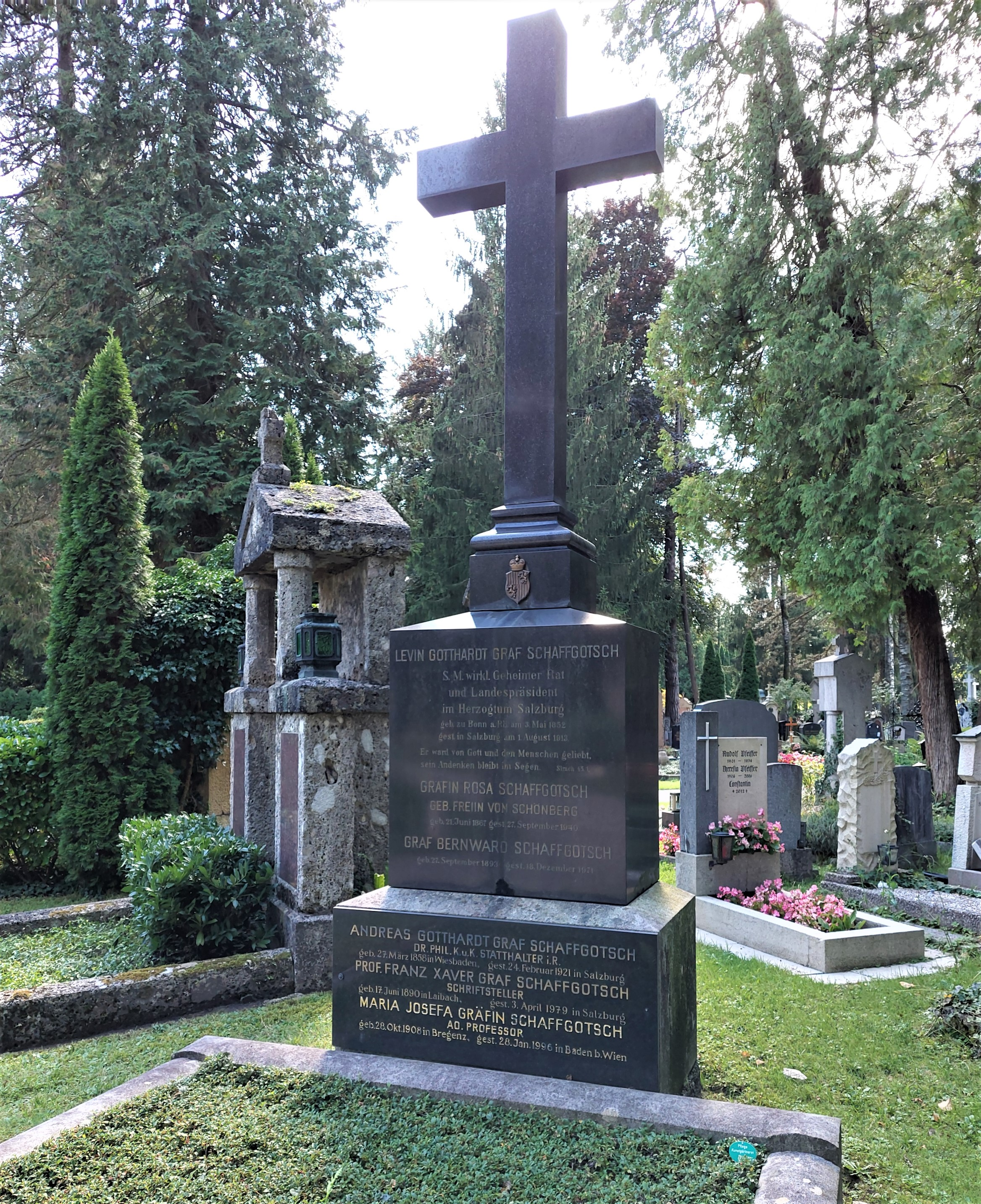
Grabmal von Franz Xaver Schaffgotsch im Salzburger Kommunalfriedhof

Xaver Schaffgotsch verstarb im 89. Lebensjahr in Salzburg und wurde am 6. April 1979 im Salzburger Kommunalfriedhof unter der Bezeichnung Prof. Franz Xaver Graf Schaffgotsch Schriftsteller im dortigen Familiengrab begraben.

## Werke
Monographien
- Erinnerungen an Heimito von Doderer. Biederstein, München 1986, ISBN 978-3-7642-0154-8.
- Das goldene Fischlein und andere Tiergeschichten. Volksmärchen, aus dem Russischen nacherzählt. Leinmüller, Wien 1948.
- Russische Volksmärchen. Insel-Verlag, Leipzig 1947.
- Iwan der Schreckliche. Geschichte seines Reiches und seiner Zeit. Bernina Verlag, Wien 1938.
- Schneeflöckchen (Gespenster-und Hexenmärchen). Abel & Müller, Leipzig, ca. 1930.
- Siebenjahr und andere wunderbare Erzählungen.  Aus dem Russischen nacherzählt von Xaver Graf Schaffgotsch. Mit farbigen Bildern von Ellen Beck. Abel & Müller, Leipzig 1923.
- Die Fünf im Handschuh und andere Tiergeschichten. Russische Volksmärchen. Mit farbigen Bildern von Ellen Beck. Abel & Müller, Leipzig o. A.
- Der Feuervogel. Aus dem Russischen nacherzählt. Abel & Müller, Leipzig o. J.

Übersetzungen
- Jewgenij Samjatin: Die Geissel Gottes. Attila. Aus dem Russischen übertragen von Xaver Schaffgotsch. Diogenes Verlag, Zürich 1991, ISBN 978-3-257-20626-5.
- Swetlana Allilujewa: Zwanzig Briefe an einen Freund. Erinnerungen der Tochter Stalins. Deutsch von X. Schaffgotsch. Deutsche Buch-Gemeinschaft, Berlin 1968.
- Swetlana Allilujewa: Das erste Jahr. Aus dem Russischen von Xaver Schaffgotsch. Molden, Wien 1969.
- Anna Achmatowa: Das Echo tönt. Ausgewählte Gedichte. Ausgewählt und übertragen von Xaver Schaffgotsch. Limes Verlag, Wiesbaden 1964, DNB 571666035.
- Aleksandr V Elʹčaninov: Aufzeichnungen. Aus dem Russischen von Xaver Schaffgotsch. Verlag Heinrich Ellermann, Hamburg 1964.
- Michail Michajlovič Zoščenko: Der Anruf im Kreml und andere Geschichten von kleinen Leuten in Sowjetrussland. Deutsch von Xaver Schaffgotsch. S. Mohn, Gütersloh 1963.
- Nikolai Gogol: Die toten Seelen. Übersetzung aus dem Russischen von Franz Xaver Schaffgotsch. List Verlag, Berlin 1960.
- Nikolai Gogol: Der Revisor: Komödie in 5 Aufz.  Dt. Neu-übertr. von Franz Xaver Schaffgotsch. Desch, München 1956.

Herausgeberschaften
- Leo Tolstoj: Werke in vier Bänden. Caesar Verlag, Salzburg 1983.